# Nova Bandeirantes
Nova Bandeirantes es un municipio brasilero del estado de Mato Grosso. 

## Historia
El origen del nombre se debe a que el colonizador era oriunda de Bandeirantes (Paraná).

## Escisión
El paso inicial para la creación del Distrito de Nova Bandeirantes fue dado el 13 de mayo de 1985, cuando la Cámara Municipal de Alta Floresta, reunida extraordinariamente en Nova Bandeirantes, aprobó el proyecto de Ley que dio origen a la creación de los Distritos de Nova Bandeirantes y Apiacás, durante la gestión del Prefecto Municipal de Alta Floresta, el Sr. Edson Santos.
El Distrito de Nova Bandeirantes fue elevado a la categoría de municipio a través de la Ley Estatal n.º 5.903 de 20 de diciembre de 1991; proyecto posible gracias a los Diputados Estatales Juán Teixeira y Osvaldo Paiva, durante la gestión del entonces gobernador Jaime Veríssimo Campos.
Nova Bandeirantes en sus primeras elecciones, realizadas el 3 de octubre de 1992, contó con 2778 electores, donde fue elegido el primer Prefecto Municipal de Nova Bandeirantes - MT, Sebastião Moreira de los Santo, alias, Tião Matrinchã.

## Geografía
Se localiza a una latitud 09º50'59" sur y a una longitud 57º48'38" oeste, estando a una altitud de 200 metros. Su población estimada en 2004 era de 8.928 habitantes.

### Distrito
Como la mayoría de las ciudades mato-grossenses, Nova Bandeirantes fue fruto del proyecto de colonización. Colonizadora Bandeirantes Ltda - COBAN, inició la construcción de la Carretera MT-208, con el trecho comprendido entre Alto Paraíso a Nova Bandeirantes. El 11 de agosto de 1982, nacía Nova Bandeirantes, cuando fue iniciada la construcción de la oficina de la COBAN. En este mismo año se fueron asentando los primeros colonos y los primeros comerciantes abrieron sus puertas.

## Geografía
El municipio está localizado en la mesorregión del Norte Mato-Grossense en la microrregión de Alta Floresta, extremo norte del estado de Mato Grosso y entre los meridianos oeste 57,3° - 58,4° y entre los paralelos sur 9,0° - 10,3°. Tiene una altitud media de 210m del nivel del mar. Tiene como límite al Norte al municipio de Apiacás, al Sur el Municipio de Juara, al Este el municipio de Nova Monte Verde y al oeste con los municipio de Cotriguaçu y Juruena.

### Clima
El clima predominante es el tropical, caracterizado por temperaturas elevadas y de gran humedad (tropical caliente y húmedo). Las precipitaciones varían entre 2000 a 2750 mm3/año, estando bien repartidas por todo el año. Las temperaturas elevadas ocurren, sobre todo, en la primavera y en el verano, siendo la media anual de 26 °C. El período lluvioso está comprendido entre los meses de noviembre a marzo y el período de estación seca de abril a octubre.

### Vegetación
Predomina la Vegetación Hidrófila Perene Hilhama Amazónica, como continuación de la que existe en las áreas más húmedas de la Región Norte del País. Se caracteriza por la heterogeneidad de especies vegetales, por el elevado tamaño de sus árboles (30m) y por su aspecto denso.

### Hidrografía
Se trata de una región bajo la influencia de la Cuenca Amazónica, por lo tanto goza de una rica extensión hidrográfica, el municipio tiene un número elevado de pequeños riachuelos en su área, sin embargo, destacan los ríos de más importancia, como son el río Apiacás (afluente directo del Teles Pires) y el río Matrinchã o San Juan de la Barra (afluente directo del río Juruena).

### Suelo
Se trata de un tipo de suelo con escaso drenado y poco desarrollado. Estos suelos tiene gran variabilidad debido a la heterogeneidad de materiales geológicos transportados y depositados por la diferencia de acción fluvial con los elementos de retención en la región. Posee formaciones de arenas de cuarzo y de suelos arcillosos.

### Topografía
70% plana, 10% levemente ondulada, 10% ondulada y 10% montañoso.